# 夷陵の戦い
夷陵の戦い（いりょうのたたかい、中国語: 夷陵之戰、拼音: Yílíng zhī zhàn又は猇亭之戰）は、中国三国時代の222年に行われた、三峡における蜀漢皇帝劉備が指揮を執る蜀漢軍と、呉の大都督陸遜が指揮を執る呉軍との間の戦いである。戦場となったのは白帝城から夷道までの三峡全域となるが、『三国志演義』に記された決戦場に因んで「夷陵の戦い」と称される。「宜都の役」ともいう。

## 事前の経緯
曹操との漢中争奪戦に勝利して勢いに乗る劉備軍にあって、荊州の守将であった関羽が魏の拠点である樊城を攻めた（樊城の戦い）。関羽が曹操の派遣した于禁らの援軍を降すと、樊城は孤立無援となり魏領内で賊の蜂起を招いた。さらに丞相掾の魏諷までもが反乱を起こすなどしたため、曹操は遷都を考えるほど動揺した。しかし、劉備と同盟を結んでいた呉は以前から荊州を奪う策謀を進めており、突如として関羽の背後を呂蒙・陸遜らに襲わせた。呉書においては、孫権は内心では関羽を憎んでおり、功績を挙げたいと称して曹操に自ら関羽討伐を申し出た。関羽が長沙郡と零陵郡の境にある湘関の米を収奪したため孫権が攻撃を決めた。『三国志』魏書においては、蔣済と司馬懿が于禁の敗戦により遷都を考える曹操を宥め、孫権に関羽の背後を突かせ関羽を撤退させることを献策したなどの記録が見られる。孫権が関羽を憎んでいた原因は、関羽の娘と孫権の息子との婚姻を申し入れた際、関羽はこれを断り孫権を怒らせた。孫権は関羽に救援を申し出ていながら、関羽は孫権の指揮した援軍が遅れた事に怒り、「あの小童が！樊城を陥落させたらば、今度は孫権を滅ぼしてくれようぞ！」と罵り、孫権はそれを聞いて、彼が自分を軽視していることを知り、下手に出て陳謝した、などの記録が見られる。孫権は南郡を攻めて関羽を捕らえ斬首、その首を曹操に送った。これにより、荊州南部を劉備から奪取することに成功した。

## 夷陵の戦い
221年4月、劉備は蜀漢初代皇帝に即位し呉への東征を決定した。同年6月、劉備と合流予定であった張飛が部下の張達と范彊によって殺害された。張達と范彊はその首を持って長江を下り、呉へ逃亡した。7月、劉備は荊州を取り戻すために自ら呉征伐の陣頭指揮を執り、親征軍を発した。正史では「先主は孫権が関羽を襲撃したのを怒り、東征に向かわんとし」（先主伝）「先主が帝位についたのち、東方の孫権を征討して関羽の仇を討とうとしたとき」（法正伝）「『…関羽の劉備に対する関係は、道義では君臣ですが、恩愛では父子です。関羽が殺されても彼のために軍をおこして敵に報復できないならば、最後まで恩愛を貫くというたてまえからいって不完全となりましょう』」（劉曄伝、曹丕の、劉備が関羽のために呉報復の出陣を決意するかどうかという問いに対する回答）とあり、同時代人や陳寿からは関羽の仇討と捉えられていたことが分かる。趙雲を江州に留め置いて魏への牽制としてから、劉備は軍勢を東に進めた。陣立ては、劉備が全軍を統率し、その下で馮習が総指揮を執り、張南が先鋒となり、輔匡、趙融、廖化らが個々の軍団の指揮を執り、呉班、陳式が水軍の指揮を執り、黄権が長江北岸の別働隊の指揮を執るといった陣立てで出陣した。また、この頃に関羽の敗北で呉にやむなく降伏していた武陵の従事であった樊伷と零陵北部都尉・裨将軍の習珍も劉備の東征に呼応して兵を挙げた。
対する孫権は、諸葛瑾に命じて劉備との和議を持ちかけさせたが、劉備の怒りは大きく拒絶された。そこで関羽討伐で功のあった陸遜を大都督に任じ、全軍の総指揮と防衛を命じた。劉備は呉班・馮習らを先鋒として陸遜、李異・劉阿らが防御していた巫城と秭帰城を続けて急襲し彼らを破り、短期間の内に秭帰県まで制圧した。呉の諸将は、名士出身だが対魏の大戦での実戦経験が少ない陸遜に対して懐疑的な態度を示し、素直に従わない面も見られた（もっとも陸遜は前の荊州南部奪取において、呂蒙に代わって蜀の軍民や豪族・異民族の平定といった実務を担当している）。劉備は自身も本隊を指揮して秭帰に駐屯し、呉班と陳式らに水軍の指揮を任せ、夷陵へ先行させた。この水軍は囮であり、劉備は陸上から進軍したが、この計略は陸遜に看破された。
222年に入り、気候が温暖となると劉備は更に兵を進める。黄権はこれ以上侵攻すると撤退が困難であることを指摘し、自身が兵の指揮を執るから劉備は後方に下がるよう進言したが、劉備は長江北岸の戦線を黄権に任せると、水軍を引き上げさせ、長江を渡渉し、先鋒の張南らは夷道にまで進んで孫桓を包囲した。孫桓は陸遜に救援要請を出したが、陸遜は「蜀軍を破る計略があるから耐えるべし」として救援を出さなかった。呉の将達は皆この陸遜の行いを見、「陸伯言は愚か者だ。呉は滅ぶ」と口々に語りあった。この時点で陸遜の本隊は三峡内の全拠点を失い、後方には江陵があるだけという危機的な状況であった。劉備は次いで自身も猇亭にまで進軍し、馬良を武陵に派遣して異民族を手懐けさせ、これに武陵蛮の沙摩柯らが呼応した。
この時、劉備は補給線と退路を確保するため、後方に50近くの陣営を築き連ねていた。曹丕はこれを聞いて「劉備は戦の仕方を知らない。必ず敗北する」と側近に語ったという。
同年6月、陸遜は蜀軍の陣地の一つを攻撃したものの攻略できなかった。これに対し呉の諸将は、無駄に兵を損なっただけだと陸遜への批判を強めた。しかし、その時に陸遜は蜀軍の陣が火計に弱いと見破った。陸遜は全軍に指示を出し、夜半に水上を急行して総攻撃を開始。朱然・潘璋・韓当らは一斉に敵陣に火計を仕掛け40以上の陣営を陥落させた。馮習は潘璋に打ち取られ、張南も戦死した。
劉備は後方の陣営が落とされると馬鞍山まで撤退し陣を敷いたが、呉軍はこれを四方から攻撃し蜀軍は潰走した。その後、孫桓らは蜀軍を並行追撃し、次々に退路を遮断した。馮習・張南の他にも、王甫・傅彤・程畿・馬良ら有能な武官、文官が戦死し、退路を失った黄権も魏に投降した。この敗戦のさなか、向寵の守る陣は全く破られることがなかったという。孫桓らの追撃を受けた劉備は趙雲に救援され、虎口を脱することができた。
楊戯の『季漢輔臣賛』では、指揮官に任命されていた馮習が「敵を軽んじたため、国家に損失を与え」「災難は一人から生まれ、広大な影響を与えた」と評されている。劉備は援軍の趙雲らに助けられ辛うじて白帝城に逃げ込み、白帝城を永安と改名、ここに留まる。蜀軍の被害は著しく、数万人の戦力を失った。これにより蜀漢は荊州を完全に失った。このときになって初めて呉の諸将は陸遜を信頼し、また、窮地を脱した孫桓も陸遜の智謀の深さをさとって畏敬の念を表した。
また劉備に呼応して荊州南部で反乱を起こした樊伷や習珍、武陵蛮たちは、交州刺史の歩騭とかつては劉備の臣で関羽の敗北時に呉へ降った潘濬によって次々と鎮圧された。樊伷は敗れて斬首され、習珍は籠城の末、自殺して荊州南部の反乱も鎮圧された。

## 戦後
徐盛・潘璋・宋謙らは上表して、白帝城に逃げ込んだ劉備の攻撃を求めたが、孫権に諮問された陸遜・朱然・駱統らは、魏の脅威を理由にこれに反対した。孫権は、白帝城に迫っていた劉阿らを後退させ、巫県を守らせた。魏は呉への援軍と称して大軍を南下させていたが、呉はこれを自領への脅威とみなし、益州への追撃を行わず魏軍に備えた。魏は桓階を派遣して呉に人質を要求し、拒まれると三方面から呉に攻め込んだ（濡須口の戦い）。
孫権は鄭泉を蜀に派遣し、劉備も宗瑋を送って和睦が成立した。劉備は呉の危機について陸遜に手紙を送り、蜀から援軍を江陵に送ることを提案したが、陸遜は呉蜀の国交が回復したばかりであることと、蜀軍は敗北で疲れきっており、国力の回復に努めるべきではないか、と意見し、これを断ったというしかし、呉と蜀の同盟関係は回復方向へ向かい、劉備の死後に魏に対する同盟関係は再開された。
223年に劉備は白帝城で崩御し、その後を劉禅が継ぎ、国事は諸葛亮に全てゆだねられることになった。この隙に南中で高定・雍闓・朱褒が反乱を起こす。
蜀と呉は互いに使者を送って友好関係を回復させた上で同盟を再開、魏に対する北伐を行うこととなる。

## 両軍の戦力について
この戦いに参加した呉軍の兵力は、陸遜伝に5万と明記されているが、蜀軍については、本文中には「大軍」とあるだけで明記されていない。『資治通鑑』では蜀軍全軍を4万余人、それに加え蜀に与した荊州の異民族である。
先主伝によると「222年の正月に先主は秭帰に駐留し、呉班と陳式の水軍は夷陵に駐屯した」とあり、また「2月に先主は秭帰から諸将を率いて軍を進めて猇亭に駐営した」と記述されている。文帝紀の註（『魏書』）には、222年の2月8日に「劉備の支党4万人と馬2・3千頭が秭帰を出てきました」という孫権からの上書が載せられている。
また蜀軍の被害は、「斬首したり投降してきたりした者は数万にのぼった」（呉主伝）、「その死者は万を数えた」（陸遜伝）、「陸議（陸遜の元の名）はその兵8万余人を殺し」（劉曄伝註（『傅子』））とある。

## 三国志演義では
小説『三国志演義』では、劉備が漢中を領有した翌年に死んでいるはずの老将黄忠が劉備に「年寄りは役に立たぬ」と馬鹿にされ、敵に突っ込んでいき矢をうけ、その傷が元で陣没することになっている。また、関羽の仇である糜芳・傅士仁・潘璋・朱然・馬忠らが、張苞・関興らの手により次々と戦死するが、これは全くの創作である。
他にも、劉備を追ってきた陸遜が、諸葛亮発案の石兵八陣にかかり進軍できずに途中で引き返し、魏の攻撃に対処することになっている。
劉備が指揮を執る蜀軍の兵力は75万となっている。

## 参戦人物
|  | - 蜀軍 - 劉備 - 張飛（出征前に部下の張達・范彊に殺される） - 呉班 - 馮習（戦死） - 張南（戦死） - 傅彤（戦死） - 輔匡 - 趙融 - 廖化 - 向寵 - 陳到 - 陳式 - 李朝 - 程畿（戦死） - 馬良（戦死） - 沙摩柯（戦死） - 王甫（戦死） - 黄権（魏に投降） - 龐林（魏に投降） - 杜路（呉に投降） - 劉寧（呉に投降） - 趙雲（江州に駐屯し、永安を後援） - 馬忠（永安を後援） - 樊伷（敗死） - 習珍（籠城の末、自殺） | - 呉軍 - 陸遜 - 朱然 - 潘璋 - 宋謙 - 韓当 - 徐盛 - 鮮于丹 - 孫桓 - 李異 - 駱統 - 謝旌 - 劉阿 - 蔣壱 - 丁奉 - 歩騭（武陵蛮を鎮圧） - 潘濬（武陵蛮を鎮圧） |